# Бюро за интерактивна реклама
Бюро за интерактивна реклама (на английски: Interactive Advertising Bureau, IAB), е рекламна организация, която развива индустриални стандарти, провежда изследвания и осигурява правна подкрепа за онлайн рекламната индустрия. Организацията представлява голям брой от водещите медии в САЩ.
Основана през 1996 г., IAB е със седалище в Ню Йорк. Президент и главен изпълнителен директор на организацията е Рандал Ротенберг. Организацията е разработила голям брой интерфейсни формати за цифрови рекламни метаданни, в това число форматите Video Ad Serving Template and Video Player-Ad Interface Definition.
IAB се състои от над 460 водещи медии и технологични компании, които са отговорни за продажбата на 86% от онлайн рекламата в САЩ. В IAB се обучават търговци, агенции, медийни компании и голяма част от бизнес общността за интерактивна реклама. Съвместно със своите дружества IAB оценява и препоръчва стандарти и практики за интерактивната реклама.
Сред основните им цели са популяризирането на интерактивния маркетинг, подпомагането на специалистите по реклама, маркетинг и PR, споделянето на добри практики на интерактивната реклама, създаването и утвърждаването на критерии за единна измеримост, професионални и етични стандарти, както и подпомагането на обучението на кадри в интернет медиите.